# Stazione di Bari Palese Macchie
Stazione di Bari Palese Macchie vasútállomás Olaszországban, Bari településen.

## Vasútvonalak
Az állomást az alábbi vasútvonalak érintik:
- Ancona–Lecce-vasútvonal

## Kapcsolódó állomások
A vasútállomáshoz az alábbi állomások vannak a legközelebb:
- Stazione di Bari Santo Spirito
- Stazione di Bari Zona Industriale